# Драшусова, Елизавета Алексеевна
Елизавета Алексеевна Драшусова (урождённая Ашанина (Ошанина), по первому браку Карлгоф; ок. 1816 — 1884) — русская писательница, хозяйка литературного салона и благотворительница.

## Биография
Родилась в Пензенской губернии около 1816 года в богатой семье. Рано потеряла отца. Воспитание получила под руководством гувернантки француженки m-me La Combelle. Детские годы провела в Пензе. Около 1830 года переехала с матерью в Москву, где в доме Ю. Н. Бартенева познакомилась со своим будущим мужем В. И. Карлгофом. После смерти матери жила у дяди в Рязани и у тетки в Петербурге.
В 1834 году в «Пречистенского Сорока Тихвинской церкви в Малых Лужниках» состоялось ее венчание с В. И. Карлгофом. Богатое приданое Елизаветы Алексеевны позволило супругам жить в Петербурге, где их салон в 1836—1838 годах играл заметную роль. Карлгофы были знакомы со многими русскими литераторами: В. А. Жуковским, П. А. Вяземским, И. А. Крыловым, А. Ф. Воейковым, Николаем Полевым и другими. 28 января 1836 года на званом обеде в честь Дениса Давыдова у них был А. С. Пушкин.
В 1838 году Карлгоф занял пост помощника попечителя Киевского учебного округа и супруги переехали в Киев, а позже в Одессу. Их салон действовал в Киев (1839) и Одессе (1840), а его двери открылись и для профессуры. В 1841 году Елизавета Алексеевна овдовела, её муж скончался от горловой чахотки. Тяжело переживая его смерть, она вместе с семьёй А. И. Васильчиковой уехала за границу на два года. Посетила Италию, Францию, Германию, Голландию и Бельгию. В Париже слушала лекции Мицкевича и проповедника Равиньяна.
Вернувшись в Россию, поселилась в Москве в одном доме с Васильчиковыми и начала активно заниматься благотворительностью. Участвовала в создании дамских попечительских обществ о бедных, деятельно работала в тюремных комитетах, у себя в имении в селе Панкино устроила школу для детей, богадельню для престарелых и другие подобные учреждения. Кроме этого, посещала публичные лекции при Московском университете, слушала С. М. Соловьева, С. П. Шевырева и Т. Н. Грановского.
После трагической смерти нового жениха, Я. А. Линовского, отклонила предложение Погодина и в 1847 году вышла замуж за астронома Александра Николаевича Драшусова. Будучи в свадебном путешествии в Париже, Драшусовы стали свидетелями февральской революции.
В своих заграничных путешествиях она познакомилась с О. Барро, В. Ганкой, В. Караджичем, Э. Кине, Ж. Мишле, Л. Тиком, Ф. Шалем.
В Москве, где жили супруги, Елизавета Алексеевна кроме литературной деятельности занималась воспитанием детей и состояла попечительницей Серпуховского отделения Дамского Московского попечительства о бедных.
Скончалась 25 августа (6 сентября) 1884 года в своём имении Панкино Рязанской губернии.
В. Г. Бенедиктов посвятил ей 2-е издание своих «Стихотворений» (1836), М. Д. Деларю — сонет «Воклюзский источник» (1839), В. И. Красов — балладу «Клара Моврай» (1839); в её альбоме были записи А. Ф. Вельтмана, О. И. Сенковского, И. А. Крылова, В. А. Жуковского, М. Н. Загоскина, И. И. Лажечникова, В. Ф. Одоевского, Ф. В. Булгарина, М. А. Максимовича, А. И. Подолинского, Н. А. Полевого, Н. И. Хмельницкого, Ф. В. Чижова; впоследствии там появились письмо А. С. Пушкина и автограф М. Ю. Лермонтова (подаренные соответственно Е. Ф. Розеном и С. А. Раевским).

## Семья
Первый брак её был бездетным, во втором имела двоих сыновей и дочь. Старший сын Владимир Александрович Драшусов (1850—1912), действительный тайный советник, член Госсовета, предводитель дворянства Рязанской губернии в 1902—1912 годах. Младший сын, Евгений Александрович Драшусов, был военным, участвовал в Русско-турецкой войне 1877—1878 годов в качестве помощника главного уполномоченного на Кавказе — его сыновья, Николай и Евгений, стали офицерами Русского императорского флота.

## Литературная деятельность
Её литературная деятельность началась в 1830-е годы. Наибольшую известность получили мемуары «Жизнь прожить не поле перейти. Записки неизвестной» («Русский вестник». — 1881. — Кн. 9—11; 1882. — Кн. 5; 1883. — Кн. 6; 1884. — Кн. 5). Был также напечатаны: «О благотворительных и учебных учреждениях дамского попечительства о бедных в Москве» («Раут», исторический и литературный сборник, издание Н. В. Сушкова. — М., 1854. — Кн. III. — С. 1—15.); Несколько слов о Федоре Петровиче Гаазе (некролог) (Московские ведомости. — № 101. — 1853. — 22 августа); очерки мемуарного характера («Современник». — 1844 и 1845; «Звездочка». — 1844 и 1846). Кроме того она помогала брату мужа, Владимиру Николаевичу Драшусову, выпускать «Московский иллюстрированный листок», публиковала свои очерки и стихи в журналах. Её перу принадлежат, в частности, воспоминания о панихиде и похоронах А. С. Пушкина, опубликованные в «Русском вестнике» за 1881 год.